# 广运 (北汉)
廣運（974年正月—979年五月）是北汉君主劉繼元的一個年號，共計近6年。

## 改元
- 天會十八年——正月，改元為廣運元年。[2][3][4]

## 大事記
- 廣運六年——五月五日，劉繼元向宋朝投降，北漢滅亡。[5][6][7]

## 紀年對照表
| 廣運 | 元年  | 二年  | 三年  | 四年  | 五年  | 六年  |
| ---- | ----- | ----- | ----- | ----- | ----- | ----- |
| 公元 | 974年 | 975年 | 976年 | 977年 | 978年 | 979年 |
| 干支 | 甲戌  | 乙亥  | 丙子  | 丁丑  | 戊寅  | 己卯  |

## 同期存在的其他政權年號
- 中國
  - 保宁（969年－976年）：辽朝—遼景宗耶律賢之年号
  - 开宝（968年－976年）：北宋—宋太祖赵匡胤之年号
  - 太平興國（976年－984年）：北宋—宋太宗趙匡義之年號
  - 明政（969年－985年）：大理—段素順之年號
  - 天尊（967年－977年）：于闐—尉遲蘇拉之年號
  - 中興（978年－985年）：于闐—尉遲達磨之年號
  - 元興（976年－？）：定安國—烏元明之年號
- 日本
  - 天延（974年－976年）：圓融天皇之年號
  - 貞元（976年－978年）：圓融天皇之年號
  - 天元（978年－983年）：圓融天皇之年號
- 越南
  - 太平（970年－980年）：丁朝—丁部領、丁璿之年號

## 參看
- 中國年號索引
- 其他時期使用的广运年號

## 深入閱讀
- 李崇智. . 北京: 中華書局. 2004年12月. ISBN 7101025129.
- 鄧洪波. . 臺北: 國立臺灣大學東亞經典與文化研究計劃. 2005年3月  [2022-01-03]. ISBN 9789860005189. （原始内容 (pdf)存档于2007-08-25）.

| 前一年號： 天會 | 北漢年号 廣運 | 下一年號： — |